# Paul Umlauft
Paul Umlauft (Meißen, 27 d'octubre de 1853 – Dresden, 7 de juny de 1934) fou un compositor i crític musical alemany.
Estudia en el Conservatori de Leipzig i de 1879 a 1883 fou titular de la pensió atorgada per la Fundació Mozart. Va cultivar quasi tots els gèneres, havent de mencionar entre les seves obres:
- Agandecca, per a cor d'homes, solo i orquestra;
- Mittelhochdeutches Liederspiel, a 4 veus soles amb acompanyament de piano;
- Evanthia, òpera (1893);
- Betrogene Betrüger, òpera (1899) i d'altres composicions.